# نظام إدارة الصحة

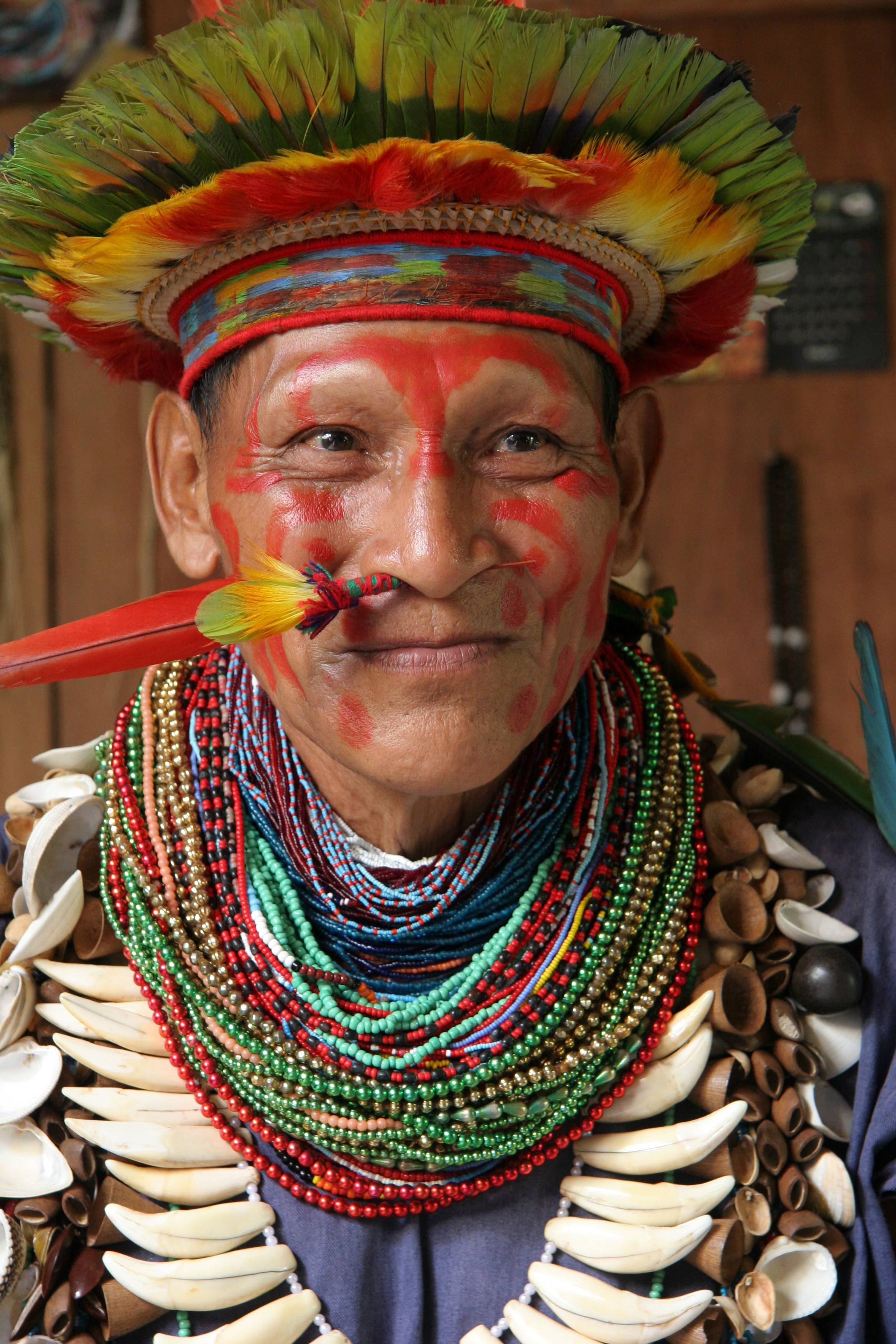
شامان من غابات الأمازون المطيرة: يستخدم نظام الإدارة الصحية معلومات حول العلاج من المعالجين للحد من نشر علاجات الجسم الذاتية المتطورة مثل الحمى والسلوك المرضي والألم.

نظام إدارة الصحة هي عملية تنظيمية تطورية للطب اقترحها نيكولاس همفري، حيث يحلل التقييم الاكتواري للياقة والكلفة الاقتصادية ويحدد اللوائح التنظيمية للجسم. إن دمج حسابات التكاليف في تنظيم الجسم يوفر منهجًا مرتكزًا على العلم بالظواهر الذهنية والجسدية مثل المهدئات التي لا يمكن توضيحها بطريقة أخرى من خلال النظريات التي تعتمد على الاستتابة.
- العديد من الأعراض الطبية مثل الالتهاب والحمى والألم والسلوك المرضي أو غثيان الصباح يكون لها وظيفة تطورية تمكن من حماية الجسم أو شفائه من الإصابة أو العدوى أو أي خلل فسيولوجي آخر.
- إن انتشار العلاجات الذاتية لها تكاليف وفوائد، ونتيجة لذلك اختار التطور عمليات الإدارة في الدماغ بحيث لا يتم استخدام العلاجات الذاتية إلا عندما تفوق التكلفة الفائدة، ويتحكم الدماغ في مثل هذه العملية الفسيولوجية من خلال التنظيم من الأعلى إلى الأسفل.
- يتم أخذ العلاج بالخارج وتوفر الدعم بعين الاعتبار في تقييم التكلفة والفائدة الخاصة بنظام الإدارة الصحية فيما يتعلق بنشرها أو عدم تطور العلاج الذاتي.

يفسر العلاج الوهمي كنتيجة لمعلومات خاطئة عن توفر العلاج الخارجي والدعم الذي يضلّل نظام إدارة الصحة متسبباً في عدم نشر العلاجات الذاتية المتطورة.

## الطب التطوري
تم الاعتراف بأن الجسم يتمتع بقدرات ذاتية على الشفاء منذ عهد أبقراط. الطب التطوري الحديث يعرّفها بأنها علاجات ذاتية قائمة على أساس فيزيولوجي والتي تزود الجسم بالقدرات الوقائية أو العلاجية أو الترميمية ضد الإصابات والالتهابات والاضطرابات الفسيولوجية، على سبيل المثال:
- الاستجابات المناعية.
- الحمى.
- السلوك المرضي.
- الغثيان.
- غثيان الحمل.
- الإسهال.
- نقص الحديد في الدم.
- الاكتئاب.
- الألم.

هذه العلاجات الذاتية المتطورة التي ينشرها الجسم عانى منها البشر على أنها أعراض مرضية غير مرغوبة.

## الانتشار
تنتشر مثل هذه العلاجات الذاتية وفقًا للطب التطوري لزيادة اللياقة البدنية للفرد
هناك عاملان يؤثران على عملية الانتشار
أولاً  من المفيد أحياناً نشرها على أساس احترازي  ونتيجة لذلك غالباً ما سيتضح أنه قد نَشرت بلا داعي، على الرغم من أن ذلك كان مفيداً في الواقع لأنهم قاموا بشروط احتمالية بتوفير تأمين وبالمقابل نتيجة محتملة التكلفة. ولاحظ نيسي بأن التقيؤ على سبيل المثال قد لا يكلف سوى  مئات من السعرات الحرارية وبضع دقائق في حين عدم التقيؤ قد يؤدي إلى فرصة الموت تصل بنسبة 5 ٪
ثانياً فإن  العلاج الذاتي يكلف في استخدام الطاقة وأيضا خطر إلحاق الضرر بالجسم.
- المناعة: الطاقة لتنشيط الخلايا اللمفاوية وإنتاج الأجسام المضادة[5][6] وخطر الاستجابة المناعية الناتجة عن اضطراب مرتبط بالمناعة
- الحمى: الطاقة كل 1 درجة مئوية ترتفع في درجة حرارة الدم فإنها تزيد من استهلاك الطاقة بنسبة 10-15 ٪.[7][8]90% من التكلفة الإجمالية لمحاربة  الالتهاب الرئوي تذهب لزيادة درجة حرارة الجسم وهناك أيضاً خطر بالإصابة بفرط السخونة أو الحمى.[6]
- السلوك المرضي: قدرة محدودة عن الدفاع عن نفسه
- الغثيان: فقدان المواد المغذية والمخاطر الممكنة من التقيؤ
- غثيان الحمل: فقدان المواد المغذية عندما تحتاج الأم إلى التغذية الكافية
- نقص الحديد في الدم: ضعف في العمليات البيولوجية التي تحتاج إلى الحديد مما يؤدي إلى فقر الدم
- الاكتئاب: ضعف في النشاط وحل المشكلات
- الألم: عدم القدرة على التركيز ومحدودية الحركة

واحد من العوامل في الانتشار هو التحكم الفسيولوجي منخفض المستوى بواسطة السيتوكينات المسببة للالتهاب مثل الذي يسببه عديد السكاريد الشحمي.
أما العامل الثاني هو السيطرة على مستوى مرتفع مع الأخذ بالاعتبار ما يتعلمه الدماغ عن الظروف وكيف يجعل ذلك جيداً وسيئاً. يظهر التكيف وجود مثل هذه  السيطرة المكتسبة: فوضع السكارين في الشراب مع حبوب ينتج لنا التثبيط المناعي. بعد ذلك، ضع السكارين وحده فسينتج تثبيط مناعي. يحدث هذا التكيف عند البشر والقوارض التجريبية.

## تحليل التكلفة والفوائد

### إدارة الموارد الاقتصادية
يقول نيكولاس همفري  أن التطور قد اختار نظامًا داخليًا لإدارة الصحة يستخدم تحليل التكاليف والفوائد فيما إذا كان نشر العلاج الذاتي يساعد على تحسين اللياقة البيولوجية وبالتالي يجب تفعيله.
وهو إجراء صمم خصيصًا لأجل «إدارة الموارد الاقتصادية»  وهو ما أعتقد أنه أحد المزايا الرئيسية لـ «خدمة الرعاية الصحية الطبيعية» التي تطورت   لدينا ولدى الحيوانات الأخرى لمساعدتنا على التعامل طوال حياتنا مع نوبات متكررة من المرض والإصابة والتهديدات الأخرى لسلامتنا.
يتم إجراء تشابه مع الأخذ بالاعتبار اقتصاديات الصحة المستخدمة في قرارات الإدارة التي تشمل معالجين طبيين خارجيين.
إذا كنت تتساءل عن هذا الاختيار للمصطلحات الإدارية للتحدث عن أنظمة العلاج البيولوجية، فيجب أن أقول إنها متعمدة. جملة «خدمة الرعاية الصحية الطبيعية» فأنا أنوي استحضار ذلك على المستوى البيولوجي جميع الدلالات الاقتصادية التي تشكل جزءًا كبيرًا من الرعاية الصحية الحديثة في المجتمع.

### الأدوية الخارجية
تؤثر الأدوية الخارجية على مزايا التكلفة لنشر علاج ذاتي متطور. بعض الحيوانات تستخدم أدوية خارجية، فالحيوانات البرية بما في ذلك القردة، تفعل ذلك عن طريق أكل الطين لإزالة السموم المبتلعة، وأوراق النباتات الجافة تساعد على إزالة طفيليات الأمعاء والنباتات الدوائية النشطة. أظهرت الدراسات أن الحيوانات لديها القدرة لاختيار وتفضيل المواد التي تساعدها على استعادتها من المرض.

### الدعم الاجتماعي
تعتمد رعاية الحيوانات الاجتماعية (بما في ذلك البشر) على الأفراد الآخرين. إن التقييمات الاكتوارية لتكاليف وفوائد نشر العلاج الذاتي تعتمد على وجود أو عدم وجود أفراد آخرين، وجود الآخرين ذو المنفعة قد يؤثر على مخاطر الحيوانات المفترسة عند العجز، وفي هذه الحالة التي تقوم فيها الحيوانات بذلك (مثل البشر) وتوفير الغذاء والرعاية أثناء المرض.

## العلاج المموه

### معلومات خاطئة
تستخدم جميع مجتمعات البشر الأدوية الخارجية، وهناك بعض الأفراد الذين لديهم معرفة خاصة بالشفاء من الأمراض وعلاجاتهم. البشر عادة يكونوا داعمين لتلك الموجودة في مجموعتهم.
توفر هذه الأشياء سيؤثر على فوائد التكلفة للجسم الذي ينشر جزيئاته البيولوجية، وهذا يمكن أن يؤدي بدوره إلى نظام إدارة الصحة نظراً لمعلوماته عن العلاجات والدعم أو القيام بذلك بطريقة مختلفة عن علاجات الجسم الخاصة.
يصف نيكولاس همفري كيف يشرح نظام الإدارة الصحية المهدئات، وهي علاج خارجي بدون آثار فسيولوجية مباشرة على النحو التالي:
لنفترض على سبيل المثال: أن الطبيب يعطي شخصًا يعاني من عدوى حبوبًا وهي تؤمن بأنها تحتوي على مضاد حيوي، لأن آمالها سترتفع دون شك بإجراء تعديلات مناسبة على إستراتيجيتها لإدارة الصحة مما يقلل من دفاعاتها الوقائية بتوقع أن المرض لا يدوم طويلاً.
إن نظام الإدارة الصحية عند مواجهته للعدوى يتم خداعه لإجراء تحليل التكاليف والفوائد باستخدام معلومات خاطئة، إن تأثير هذه المعلومات الخاطئة هو أن فوائد المعالجة الذاتية تتوقف عن تفوق تكاليفها، ونتيجة لذلك لا يتم نشرها، ولا يعاني الفرد من أعراض طبية غير مرغوب فيها.

### قلة الضرر
لا يجب أن يؤدي عدم نشر علاج ذاتي متطور إلى تعريض الفرد للخطر لأن التطور قد نال انتشاره على أساس احتياطي. كما يلاحظ نيكولاس همفري:
العديد من إجراءات الرعاية الصحية التي كنا نناقشها هي إجراءات وقائية مصممة للحماية من الأخطار التي تنتظرنا في المستقبل. الألم ما هو إلا طريقة للتأكد من أنك تعطي جسدك الراحة في حال الحاجة. إن وضع قانون لاستخدام نظام المناعة هو طريقة للتأكد من أن لديك الموارد اللازمة للتعامل مع الهجمات المتجددة  في حال حدوثها. أنظمة الشفاء الخاصة بك هي في الأساس لتوخي الحذر كما لو كنت تعمل على مبدأ في العجلة الندامة وفي التأني السلامة. لذلك، عدم نشر العلاج الذاتي المتطور وعدم وجود أعراض طبية بسبب المعلومات الوهميّة الخاطئة قد يكون بلا عواقب.

## الحاكم المركزي
إن فكرة نظام إدارة الصحة عن السيطرة العصبية للجسم من الأعلى إلى الأسفل  موجودة أيضاً في فكرة أن الحاكم المركزي ينظم إرهاق العضلات لحماية الجسم من التأثيرات الضارة (مثل نقص الأكسجين ونقص السكر في الدم) بالتمرين لفترات طويلة.
تم اقتراح فكرة حاكم الإرهاق لأول مرة في عام 1924 من قبل أرشيميلد هيل الحائز على جائزة نوبل عام 1922، ومؤخرًا على أساس البحث الحديث  بقلم تيم نواكيس.
كما هو الحال مع نظام الإدارة الصحية  يشاطر الحاكم المركزي الفكرة التي تقول بأن الكثير من ما يعزى إلى التنظيم المتوالي للتغذية الراجعة على مستوى منخفض هو في الواقع بسبب التحكم العُلوي من قبل الدماغ. وتتمثل ميزة هذه الإدارة من الأعلى إلى الأسفل في قدرة الدماغ على تحسين هذا التنظيم من خلال السماح بتعديله عن طريق المعلومات. على سبيل المثال  في تشغيل القدرة على التحمل، توجد تجارة التكاليف والمنفعة بين مزايا الاستمرار في العمل والمخاطرة إذا كان ذلك طويلاً للغاية بحيث قد يضر بالجسم. القدرة على تنظيم التعب من حيث المعلومات حول فوائد وتكاليف الممارسة ستعزز اللياقة البيولوجية.
توجد نظريات منخفضة المستوى تشير إلى أن الإرهاق يرجع إلى عطل ميكانيكي لعضلات التمرين. ومع ذلك  فإن مثل هذه النظريات منخفضة المستوى لا تفسر لماذا يتأثر الإرهاق العضلي للإجهاد بالمعلومات ذات الصلة بمعاوضة التكاليف والفوائد. على سبيل المثال، يمكن لعدائي الماراثون الاستمرار في الركض لفترة أطول إذا قيل لهم إنهم يقتربون من خط النهاية فيمكن لوجود حاكم مركزي تفسير هذا التأثير.